# Peramelidae
I Peramelidi (Peramelidae Gray, 1825) sono una famiglia di marsupiali che comprende tutte le specie viventi di bandicoot. Una specie estinta, il bandicoot dai piedi di porco, era così differente dalle altre che in tempi recenti è stata classificata in una famiglia a parte. Oltre alle specie attuali, a questa famiglia appartenevano anche quattro specie fossili. I Peramelidi sono diffusi in tutta l'Australia e la Nuova Guinea e alcune specie sono così adattabili che si trovano in una vasta gamma di habitat, dalla foresta pluviale al deserto.

## Caratteristiche
I Peramelidi sono piccoli marsupiali che variano in dimensioni dal bandicoot murino, lungo 15-17,5 cm, al bandicoot gigante, il quale, con una lunghezza di 39-56 cm ed un peso che può raggiungere i 4,7 chili, è grande quasi quanto un coniglio. Hanno zampe e coda corti, piccole orecchie simili a quelle di un topo ed un lungo muso appuntito.
I Peramelidi sono onnivori e si nutrono soprattutto degli invertebrati che vivono sul suolo; possono tuttavia mangiare anche semi, frutti e funghi. Di conseguenza, i loro denti non sono particolarmente specializzati e la maggior parte delle specie ha formula dentaria:
| 5.1.3.4 |
| 3.1.3.4 |

Le femmine possiedono un marsupio con apertura posteriore fornito di otto capezzoli. Possono quindi dare alla luce fino a otto piccoli, dato che i marsupiali per svilupparsi hanno bisogno di rimanere sempre attaccati al capezzolo materno, ma in genere le nidiate sono costituite da due a quattro neonati. Il periodo di gestazione, di appena 12,5 giorni, è il più breve tra i mammiferi; i piccoli sono svezzati a circa due mesi di età e raggiungono la maturità sessuale a soli tre mesi. Tale ciclo riproduttivo consente alle femmine di partorire più di una nidiata per stagione riproduttiva e permette ai Peramelidi di avere tassi riproduttivi insolitamente elevati se paragonati a quelli di altri marsupiali.

## Classificazione
- Famiglia Peramelidae
  - Sottofamiglia Peramelinae
    - Genere Isoodon: bandicoot dal naso corto
      - Bandicoot dorato, Isoodon auratus
      - Bandicoot bruno settentrionale, Isoodon macrourus
      - Bandicoot bruno meridionale, Isoodon obesulus

    - Genere Ischnodon †
      - Ischnodon australis † (fossile)

    - Genere Perameles: bandicoot dal naso lungo
      - Bandicoot fasciato occidentale, Perameles bougainville
      - Bandicoot fasciato orientale, Perameles gunnii
      - Bandicoot dal naso lungo, Perameles nasuta
      - Bandicoot del deserto, Perameles eremiana †
      - Perameles allinghamensis † (fossile)
      - Perameles bowensis † (fossile)

  - Sottofamiglia Peroryctinae
    - Genere Peroryctes: bandicoot dal naso lungo della Nuova Guinea
      - Bandicoot gigante, Peroryctes broadbenti
      - Bandicoot di Raffray, Peroryctes raffrayana
      - Peroryctes tedfordi † (fossile)

  - Sottofamiglia Echymiperinae
    - Genere Echymipera: bandicoot spinosi della Nuova Guinea
      - Bandicoot spinoso dal naso lungo, Echymipera rufescens
      - Bandicoot spinoso di Clara, Echymipera clara
      - Bandicoot spinoso di Menzies, Echymipera echinista
      - Bandicoot spinoso comune, Echymipera kalubu
      - Bandicoot spinoso di David, Echymipera davidi

    - Genere Microperoryctes: bandicoot murini della Nuova Guinea
      - Bandicoot murino, Microperoryctes murina
      - Bandicoot striato, Microperoryctes longicauda
      - Bandicoot pigmeo degli Arfak, Microperoryctes aplini
      - Bandicoot papua, Microperoryctes papuensis

    - Genere Rhynchomeles
      - Bandicoot dal naso lungo di Seram, Rhynchomeles prattorum